# اسطوره‌شناسی هاوایی

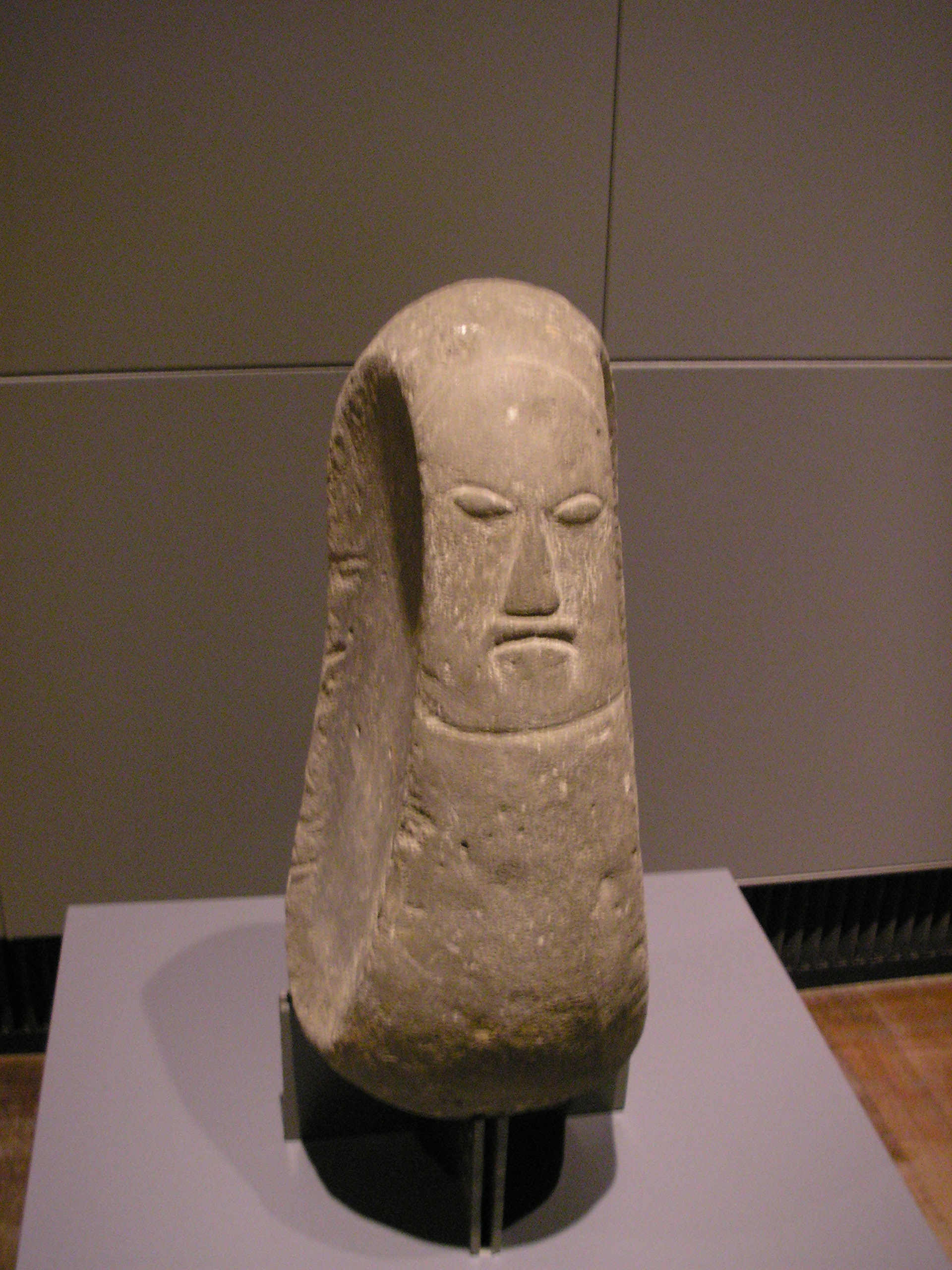
مجسمه خدای هاوایی

اسطوره‌شناسی هاوایی شامل افسانه‌ها، داستان‌های تاریخی و سخنان مردم هاوایی باستان است. اساطیر هاوایی زیر مجموعه‌ای از اساطیر پلی‌نزی است. این اساطیر با دین هاوایی در ارتباط است. این دین به‌طور رسمی در سدهٔ ۱۰ میلادی سرکوب‌شد، اما توسط برخی از پزشکان زنده نگه داشته‌شد.

## عقاید

### خدایان
آیین هاوایی مبنی بر چندخدایی است. خدایان بسیاری در این مذهب وجود دارد که برجسته‌ترین آنها لونو Lono)، کانه (Kāne)، کو (Kū و کانالوآ (Kanaloa) می‌باشند. از دیگر خدایان مشهور می‌توان به Laka ,Kihawahine ,Haumea ,Papahānaumoku و مشهورترین آنها Pele اشاره کرد. بعلاوه، هر خانواده دارای یک یا چند روح قیم شناخته شده به نام ʻaumakua است که از خانواده محافظت می‌کند.
یک انشعاب از مجموعه خدایان هاوایی شامل گروه‌های زیر است:
- چهارخدایی (ka hā) - لونو، کانه، کو و کانالوآ
- چهار خدای مرد با جنبه‌هایی از کانه- (ke kanahā)
- چهارصد خدا و الهه (ka lau)
- انبوهی از خدایان و الهه‌ها (ke kini akua)
- ارواح (na ʻunihipili)
- نگهبانان (na ʻaumākua)

انشعاب بعدیشامل سه گروه اصلی است:
- چهارخدا یا akua: کو، کانه، لونو و کانالوآ
- تعدادی از خدایان کوچکتر یا kupua که هر کدام حرفهٔ خاصی دارند.
- ارواح سرپرست، ʻaumakua، که مربوط به خانواده‌های مشخصی هستند.

### خلقت
یکی از افسانه‌های آفرینش هاوایی در کومولیپو (Kumulipo ) مجسم می‌شود؛ شعاری حماسی که پیونددهندهٔ aliʻi یا سلطنت هاوایی به خدایان است. کومولیپو به دو بخش تقسیم می‌شود: شب یا pō و روز یا ao که اولی مربوط به الوهیت و دومی مربوط به نوع بشر است. پس از تولد Laʻilaʻi، زن، و Kiʻi، مرد، مرد موفق می‌شود قبل از اینکه خدای کانه فرصتی پیدا کند، زن را اغوا و با وی تولید مثل کند. در نتیجه نسب الهی خدایان، جوان‌تر و درنتیجه مطیع تبار انسان شد. این امر به نوبه خود ، انتقال انسان از نماد بودن برای خدایان (معنای واقعی کلمه kiʻi) به نگهدارنده این نمادها در قالب بت‌ها و موارد مشابه را نشان می‌دهد.کومولیپو در زمان ماکاهیکی برای بزرگداشت خدای باروری، لونو نام گرفت.